# (32202) 2000 OA3
2000 أو أي 3 (ويعرف أيضًا باسم (32202) 2000 أو أي 3 وفق تسمية الكوكب الصغير) (بالإنجليزية: 2000 OA3)‏ هو كويكب ضمن حزام الكويكبات؛ وترتيبه 32202 من حيث الاكتشاف.
اكتُشف هذا الجُرم الفلكي بواسطة جون بروفتون في 29 يوليو 2000.

## وصلات خارجية
- (32202) 2000 OA3 في قاعدة بيانات مختبر الدفع النفاث لأجرام النظام الشمسي الصغيرة

- الاكتشاف · مخطط المدار ·  العناصر المدارية · المعلمات المادية

- (32202) 2000 OA3 على موقع ويكي سكاي: DSS2, SDSS, GALEX, IRAS, Hydrogen α, X-Ray, Astrophoto, Sky Map, Articles and images